# The Tale of the Flopsy Bunnies
The Tale of the Flopsy Bunnies (em português: A História dos Coelhos Flopsy Bunnies), é um livro infantil britânico escrito e ilustrado por Beatrix Potter, e editado pela Frederick Warne & Co em Julho de 1909.  Depois de duas histórias sobre coelhos, Beatrix mostrou-se preocupada em escrever uma outra. No entanto, apercebeu-se que as crianças gostavam das histórias e imagens dos seus coelhos e, assim, resolveu regressar ao tema de The Tale of Peter Rabbit (1902) e The Tale of Benjamin Bunny (1904) e criar The Flopsy Bunnies. O cenário para as ilustrações tiveram por base os jardins, arcadas e canteiros de flores dos seus tios do País de Gales.
Em The Flopsy Bunnies, Benjamim Bunny e o seu primo Flopsy têm são pais de seis jovens coelhos chamados Flopsy. A história descreve como os Flopsy, enquanto constroem um monte de lixo com vegetais podres, adormecem e são capturados pelo Sr. McGregor que os enfia num saco. Enquanto o Sr. McGregor está distraído, os seis coelhos são libertados pela Sra. Tittlemouse, um rato, e o saco é enchido com vegetais podres por Benjamin e Flopsy. Em casa, o Sr. Mr. McGregor apresenta, orgulhoso, o saco à sua esposa, mas esta fica muito zangada quando descobre o seu conteúdo actual.
A crítica actual está dividida. Uma parte crítica o facto de as faces dos coelhos serem inexpressivas, enquanto outros apontam o facto de a posição de uma orelha ou da cauda não estarem de acordo com o que a face transmite. Um crítico acha que falta a vitalidade de The Tale of Peter Rabbit a esta nova história, que teve por base uma carta a uma criança. No entanto, pela positiva, muitos concordam que as ilustrações do jardim tem uma qualidade muito considerável  e são das melhores que Beatrix criou.